# Война в Афганистан (1979 – 1989)
Войната в Афганистан (декември 1979 – февруари 1989) е военен конфликт на територията на Афганистан, един от етапите на гражданската война в страната, включващ присъствието на място на военен контингент съветски войски.
В конфликта участват въоръжени сили на просъветското правителство на Демократична република Афганистан, от една страна, и въоръжената опозиция (муджахидини), от друга.
Борбата е за пълен политически контрол над територията на Афганистан, като в конфликта е пряко намесена армията на СССР, изпратена с решение на Политбюро на ЦК на КПСС, за подкрепа на правителството в Кабул.
В хода на военните действия муджахидините получават подкрепа от специалисти от САЩ , от европейски страни от НАТО, Китай, както и от специалните служби на Пакистан.

## Причини
Една от причините за началото на гражданската война в Афганистан е стремежът за подкрепа на просъветското правителство в Кабул, което поддържа концепцията на социализма в страната. Правителството идва на власт в резултат на Априлската революция. То се сблъсква с мощна съпротива срещу своите политически, икономически и социални стратегии. Отчасти навлизането в страната на съветски войски цели противопоставянето на възможното укрепване в страната на ислямския фундаментализъм, подтикнат от Ислямската революция в Иран през 1979 година. Неспособно да се справи с недоволството на въстаниците, афганистанското правителство се обръща за помощ към Съветския съюз.
Падането на просъветското правителство в Кабул би нанесло силен удар по марксистко-ленинската теория, изповядваща, че обществото се формира винаги от просто към съвършено и от феодализъм към комунизъм. Така политическият удар би се пренесъл върху външнополитическата позиция на СССР, а това е щял да бъде първият подобен неуспех на съветското правителство след Втората световна война.
На теория едно от последствията при успех на муджахидините би било разпространението на фундаментализма, което да дестабилизира съветските републики в Средна Азия.
На международно ниво е заявено, че СССР влиза в Афганистан на принципите на „пролетарския интернационализъм“ и в отговор на нееднократните молби на ръководството на страната, и лично от президента Хафизула Амин, за оказване на военна помощ в борбата с антиправителствените сили.

## Решението
Окончателното решение за изпращане на военен контингент в Афганистан е взето на 12 декември 1979 година от Политбюро на ЦК на КПСС и е оформено със секретно постановление № 176/125.

## Ход на войната

### 1979
- 9 декември – 12 декември – пристигане в Афганистан на първия „мюсюлмански батальон“.
- 25 декември – колони от съветски части от 40-а армия пресичат афганистанската граница по понтонни мостове, пресичащи река Амударя. Хафизула Амин изразява благодарност към съветското ръководство и дава разпореждане към Генералния щаб на Въоръжените сили на Демократична република Афганистан да се оказва пълно съдействие на настъпващите войски.[7]
- 27 декември – Щурм срещу двореца на Хафизула Амин[8]

### Международен отзвук
Външните министри на 34 ислямски държави приемат резолюция, с която заклеймяват съветското нахлуване. Те призовават съветските войски незабавно да се оттеглят от Афганистан.

### Декември 1979 – февруари1980– Окупация
Първата фаза на съветското нахлуване включва битки на армията на СССР с различни групи на афганистанската съпротива. Съветската войска нахлува през два сухопътни маршрута и един въздушен коридор, като набързо установява контрол над големите градски центрове и военни бази. Наличието на съветски войски не внася необходимото спокойствие в държавата, а изостря положението. Съветските войници често се сблъскват с градски въстания.

### Март 1980 – април1985
Войната в този период се развива в нова насока. Съветските войски са окупирали градовете и комуникационните възли, докато муджахидините, разделени на малки групи, водят партизанска война.

## Край на войната
През февруари 1986 г. в реч на XXVII конгрес на КПСС Михаил Горбачов съобщава за план за поетапно извеждане на съветските войски от Афганистан. През есента на същата година са изведени 6 полка, но останалите съветски войници продължават подкрепата за правителството на Наджибула
На 14 април 1988 в Женева са подписани споразумения между Пакистан и Афганистан, като САЩ и СССР участват като гаранти, за урегулиране на конфликта (преговорите за това се водят още от 1982 г.). В съответствие с тях съветските войски напускат Афганистан между 15 май 1988 и 15 февруари 1989 г.